# Vladimír Daťka
Vladimír Daťka (* 27. srpna 1945 Brno) je bývalý komunální politik. V letech 1990 až 2002 byl zastupitel města Zlína a v letech 1994 až 1998 zastával funkci primátora tohoto města.

## Život
Původním povoláním je chemický inženýr, pracoval ale hlavně v oblasti obchodní politiky a marketingu v Barumprojektu.

## Politické působení
V komunálních volbách v roce 1990 byl za Občanské fórum zvolen zastupitelem města Zlína, ve volbách v roce 1994 pak mandát obhájil za ODS (byl lídrem kandidátky). V té době byl zároveň obchodním náměstkem výrobního družstva Integra. Primátorem města Zlína byl zvolen na ustavující schůzi nově zvoleného zastupitelstva dne 6. prosince 1994 (tuto funkci vykonával do 27. listopadu 1998).
V roce 1997 se stal členem nově vznikající Unie svobody a za tuto stranu byl volbách v roce 1998 zvolen členem Zastupitelstva města Zlína (opět byl lídrem kandidátky). V dalších volbách v roce 2002 už nekandidoval.
Do zlínského městského zastupitelstva se zase pokusil dosta až ve volbách v roce 2010 jako nestraník za STAN na společné kandidátce TOP 09 a STAN, ale neuspěl. Po těchto volbách pak radil tehdy nově zvolenému primátorovi Miroslavu Adámkovi v otázce fungování samosprávy.